# Ernst Daniel August Bartels
Ernst Daniel August Bartels (ur. 26 grudnia 1778 w Brunszwiku, zm. 4 czerwca 1838 w Berlinie) – niemiecki lekarz, uczony; nauczyciel akademicki związany z uniwersytetami w Brunszwiku, Jenie, Helmstedt, Wrocławiu i Berlinie.

## Życiorys
Urodził się w 1778 roku w Brunszwiku, gdzie spędził swoje dzieciństwo i młodość. Ukończył tam medycynę na miejscowym Collegium Carolinum. Stopień naukowy doktora uzyskał w 1801 na Uniwersytecie w Jenie, a doktora habilitowanego dwa lata później w Helmstedt, gdzie piastował niedługo potem stanowisko profesora nadzwyczajnego w tamtejszej klinice. W 1805 roku przeprowadził się do Erlangen, obejmując tam stanowisko profesora medycyny i położnictwa. Pięć lat później ponownie przeniósł się, tym razem do Marburga.
W 1811 roku został profesorem kliniki Królewskiego Uniwersytetu we Wrocławiu. W latach 1816–1817 pełnił funkcję rektora tej uczelni. W 1821 roku wrócił do Marburga, zostając dyrektorem tamtejszej klinki. 
W 1828 roku został dyrektorem kliniki Charité w Berlinie oraz członkiem Rady Naukowej miejscowego Friedrich-Wilhelms-Universität. Zmarł w 1838 roku w Berlinie.